# 自己スキーマ
自己スキーマ（じこスキーマ、英語: self-schema）とは、個人の特定分野における行動行為についての信念、経験、一般的分類の集合体であり、長期的で安定した自己記憶セットである。人は、ある側面が自分の自己定義にとって重要であると考える限り、身体的特徴、人格特性、興味などといった人の側面に基づいた自己スキーマを持つ。
たとえば自分が外向的であると考える人は、外向的な自己スキーマを持ち、己の定義の中核はその外向性であると信じている。その人のスキーマには、一般的な自己分類（「私は社交的な人だ」）、特定の状況における行動方法の信条（「パーティーに来たら自分は多くの人と話す」）、過去の特定の出来事の記憶（「大学の初日に自分は新しい友達を多く作った」）などが含まれることになる。

## 全般
スキーマティック（schematic）という語は、特定の状況における特定のスキーマを描写している。 たとえば夜のロック音楽バンドマンは、ロッカー（Rocker）というスキーマを保持しているが、しかし彼は日中は営業職にて働いているのであれば、その時間帯はセールスマンというスキーマを持っているとされる。スキーマは文化的背景や、その他の社会的要素によって様々である
人は、一度自分自身についてのスキーマが形成されると、そのスキーマは認知バイアスによって維持される傾向が非常に強く、それには何に参加するか、何を記憶するか、何を真実として受け入れようと準備するかなどがある。言い換えれば、自己スキーマは自分自身によって永続化されるのである。自己スキーマは長期記憶に収容され、その個人に関連する情報の処理を容易にし、またバイアスをかけるのである 。良い実行習慣を持っている人の自己スキーマ形成は、より頻繁に実行結果が導かれるとされる
非スキーマティック（aschematic）とは、特定方向のスキーマを持たない　とを意味する。これは一般的に、その人が特定の属性に関与していない、または関心がないときに発生する。たとえばミュージシャンになろうと計画している人は、航空力学の自己スキーマは適用されない。彼は航空力学については非スキーマティックである。
自己スキーマは、個人ごとに非常に異なる社会的、文化的生活経験を持つため、人によって異なる。自己スキーマの例としては、活動的あるいは不活発、静かまたは騒々しい、健全または病気、運動的または非運動的 、怠惰または努力家、オタクまたはジョックなどが挙げられる。たとえば「オタクやジョック」のスキーマを持っている人は、自分自身をコンピューターオタクと思い、その特性に関する多くの情報を持っているだろう。
さらに「健康または病弱」スキーマを持つ人は、自分自身のことを非常に健康志向であると考えるかもしれない。彼らの健康への懸念は、食料品の購入、レストランの頻繁的な利用、頻繁な運動頻度など、日常的な決定に影響する。外見についてスキーマティックな女性は、非スキーマティックな人よりも、体形、自尊心、気分などについてネガティブな評価をもっていた。

### 年少期における形成
我々は人生の早い段階で、両親や他の人物から自己思考に晒されている。我々は基本的に 「良い子」または「悪い子」のスキーマに制約され、そのような非常に基本的な自己スキーマを取り始める。つまりわれわれは明白に、肯定的または否定的な言葉で自分自身を見始める。我々が自己の行動について説明をし始めるのは、幼少時代からである。この推論によって、より複雑な自己概念が作り出される。 子供は自己が、自分の行動を引き起こしたのだと信じ始め、その行動を説明するために、どのような動機を作り出そうかと決める。

## 複数
ほとんどの人は複数の自己スキーマを持っているが、これは病理学的な多重人格であるとはみなされない。実際に大抵の場合、複数の自己スキーマを持っていることは日常生活において非常に便利である。これにより無意識のうちに、迅速な意思決定を行い、さまざまな状況や異なる人々と効率的かつ適切に行動する助けになるからである。複数の自己スキーマは、人が何をどのように扱うか、取り込んだ情報をどのように解釈して使用するかを支援する。
また、特定の認知的、言葉的、行動的な動作シーケンス（認知心理学においては脚本や行動計画と呼ばれる）は、目標の効率的な達成を支援する。これら自己スキーマは、状況だけでなく、やりとり相手が誰か、気分などによってもさまざまである。研究においては、人々はその感情状態に応じて、気分に合った自己スキーマを持つことが発見されている

## 負の自己スキーマ

ベックのネガティブ認知トライアングル

アーロン・ベックによる認知トライアドによれば、抑うつに陥った人はたいてい児童期における経験に基づいた、負の自己スキーマを保持しているという。このようなスキーマは批判、虐待、いじめといったネガティブな年少期経験から生じうる。
ベックは、ネガティブな自己スキーマを持つ人々は、受け取った情報を認知の歪みで挙げられたようなネガティブな方向へと解釈する傾向があることを示唆している。うつ病や神経症の人々が、とある出来事についてネガティブに反応し、それを悲観的な方向で描写するスタイルは、このスキーマが自己イメージに影響を表していることの一例である。このスタイルにおいては、彼らは自分自身がコントロールできないネガティブな出来事や他人の行動について、それは永久に続くものであり、かつそれらは感情的健康に著しく影響を及ぼすと信じている（認知の歪み#個人化）。